# Michiyuki
Michiyuki (道行文, michiyuki-bun, littéralement « texte chemin, voie aller ») est le terme qui décrit une scène de voyage dans le théâtre japonais, scène au cours de laquelle les personnages dansent ou conversent tout en voyageant.

## Description
Le mot michiyuki (道行) dans son sens générique de michi wo yuku « aller sur le chemin » est utilisé dans les descriptions lyriques de voyages dès le VIIIe siècle. C'est aussi un mot qui désigne la musique des danses bugaku de l'époque de Heian, jouée pendant que le danseur se déplace sur la scène. En tant que terme technique dans les théâtres nô et kabuki, michiyuki est employé depuis le XVIe siècle.
Dans le nô, le michiyuki emprunte habituellement la fonction d'un prologue, les personnages introduisant la pièce tout en voyageant vers l'endroit où se déroulera l'action principale. Dans le kabuki, en revanche, le michiyuki se situe souvent dans le dernier acte.
Le michiyuki est joué par les personnages qui voyagent et circulent sur un rythme soutenu, sur la scène principale ou sur le hanamichi (passerelle ou « couloir » attaché à la scène principale).